# Onde sinusoidali
È una descrizione in termini matematici di un'onda con un unico movimento oscillatorio, la cui forma può essere descritta quindi grazie a questa sua essenzialità attraverso una funzione sinusoidale (da cui il nome).
In termini acustico-musicali indica un suono cosiddetto "puro", composto cioè da una sola frequenza, praticamente non riscontrabile in natura.
In questo senso è un termine spesso legato al concetto di "mattone del suono".
Si rimanda ad approfondimenti di "fisica acustica" ed in particolare di "composizione del suono".